# ألفونسو رومو
ألفونسو رومو (بالإسبانية: Alfonso Romo)‏ هو مهندس مكسيكي، ولد في 1950.

## روابط خارجية
- ألفونسو رومو على موقع أوليمبيديا (الإنجليزية)